# Ryotaro Tsunoda
Ryotaro Tsunoda (角田 涼太朗 Tsunoda Ryotaro?), född 27 juni 1999 i Saitama prefektur, är en japansk fotbollsspelare.
Tsunoda började sin karriär 2020 i Yokohama F. Marinos.